# Santo Domingo Ingenio
Santo Domingo Ingenio là một đô thị thuộc bang Oaxaca, Mexico. Năm 2005, dân số của đô thị này là 7299 người.